# فرانک راموس
فرانک راموس (انگلیسی: Franck Ramus;) متولد ۱۹۷۲ میلادی دانشمند فرانسوی، پژوهشگر در زمینه زبان‌شناسی و روان‌شناسی و یکی از مدیران پژوهشی مرکز ملی تحقیقات علمی فرانسه است. او در زمینه اکتساب زبان، رشد مهارت‌های زبانی و شناخت اجتماعی در کودکان و اختلالات احتمالی مرتبط با آن مانند نارساخوانی، اختلال زبان خاص و اوتیسم را پژوهش می‌کند. در سال ۱۹۹۲ از دانشکده پلی تکنیک پاریس فارغ‌التحصیل شد، در سال ۱۹۹۶ مدرک کارشناسی ارشد را از مدرسه عالی علوم اجتماعی گرفت و در سال ۱۹۹۹ از پایان‌نامه دکتری خود در آنجا دفاع کرد.